# Gaspard Monge
Gaspard Monge (n. 9 mai 1746, Beaune, Bourgogne, Franța – d. 28 iulie 1818, Paris, Restaurația franceză) a fost matematician și revoluționar francez cunoscut pentru crearea geometriei descriptive.
În timpul Revoluției Franceze, acesta a fost implicat în reorganizarea sistemului educațional, înființând École polytechnique și École normale supérieure de Paris, unde a fost și profesor. Acesta a avut contribuții în geometria analitică și diferențială (ecuația planului normal, a planului tangent, suprafețe desfășurabile, liniile de curbură ale unei suprafețe), precum și în teoria ecuațiilor diferențiale sau cu derivate parțiale (teoria curbelor caracteristice).